# Cyrtandra iliasii
Cyrtandra iliasii är en tvåhjärtbladig växtart som beskrevs av Brian Laurence Burtt. Cyrtandra iliasii ingår i släktet Cyrtandra och familjen Gesneriaceae. Inga underarter finns listade i Catalogue of Life.